# Province della Repubblica Dominicana

Province della Repubblica Dominicana

Le province della Repubblica Dominicana sono la suddivisione territoriale di primo livello del Paese e sono pari a 31.

## Lista
| Localizzazione | Provincia              | Capoluogo                   | Popolazione (2006) | Superficie (km²) |
| -------------- | ---------------------- | --------------------------- | ------------------ | ---------------- |
|                | Azua                   | Azua de Compostela          | 298 246            | 2 531,77         |
|                | Baoruco                | Neiba                       | 111 269            | 1 282,23         |
|                | Barahona               | Santa Cruz de Barahona      | 232 818            | 1 739,38         |
|                | Dajabón                | Dajabón                     | 87 274             | 1 020,73         |
|                | Distrito Nacional      | Santo Domingo               | 1 402 749          | 104,44           |
|                | Duarte                 | San Francisco de Macorís    | 338 649            | 1 605,35         |
|                | El Seibo               | Santa Cruz de El Seibo      | 110 212            | 1 786,80         |
|                | Elías Piña             | Comendador                  | 84 632             | 1 426,20         |
|                | Espaillat              | Moca                        | 333 401            | 838,62           |
|                | Hato Mayor             | Hato Mayor del Rey          | 103 032            | 1 329,29         |
|                | Hermanas Mirabal       | Salcedo                     | 121 887            | 440,43           |
|                | Independencia          | Jimaní                      | 74 583             | 2 006,44         |
|                | La Altagracia          | Salvaleón de Higüey         | 372 289            | 3 010,34         |
|                | La Romana              | La Romana                   | 344 580            | 653,95           |
|                | La Vega                | Concepción de la Vega       | 447 905            | 2 287,24         |
|                | María Trinidad Sánchez | Nagua                       | 195 886            | 1 271,71         |
|                | Monseñor Nouel         | Bonao                       | 203 183            | 992,39           |
|                | Montecristi            | San Fernando de Montecristi | 150 833            | 1 924,35         |
|                | Monte Plata            | Monte Plata                 | 222 641            | 2 632,14         |
|                | Pedernales             | Pedernales                  | 52 165             | 2 074,53         |
|                | Peravia                | Baní                        | 217 241            | 792,33           |
|                | Puerto Plata           | San Felipe de Puerto Plata  | 498 232            | 1 852,90         |
|                | Samaná                 | Samaná                      | 139 707            | 853,74           |
|                | San Cristóbal          | San Cristóbal               | 640 066            | 1 265,77         |
|                | San José de Ocoa       | San José de Ocoa            | 97 640             | 855,40           |
|                | San Juan               | San Juan de la Maguana      | 317 293            | 3 569,39         |
|                | San Pedro de Macorís   | San Pedro de Macorís        | 392 911            | 1 255,46         |
|                | Sánchez Ramírez        | Cotuí                       | 248 807            | 1 196,13         |
|                | Santiago               | Santiago de los Caballeros  | 1 543 362          | 2 836,51         |
|                | Santiago Rodríguez     | San Ignacio de Sabaneta     | 99 044             | 1 111,14         |
|                | Santo Domingo          | Santo Domingo Este          | 3 263 053          | 1 296,35         |
|                | Valverde               | Santa Cruz de Mao           | 217 026            | 823,38           |